# Piyatida Somkumpee
Piyatida Somkumpee, född 25 oktober 2003, är en svensk fotbollsspelare som tidigare spelat för AIK.

## Karriär
Piyatida Somkumpee började spela fotboll som nioåring i moderklubben IFK Viksjö efter att hon och hennes familj flyttat till Järfälla från Bangkok där hon är född. 2017 bytte Somkumpee klubb till AIK, en klubb hon representerade under resten av sin ungdomstid. 2020 skrev hon kontrakt med AIK:s A-lag och har sedan dess spelat 23 tävlingsmatcher för klubben. Under delar av säsongen 2021 var Piyatida Somkumpee utlånad till Bollstanäs SK. Säsongen 2022 var hon utlånad till Sollentuna FK. Inför säsongen 2023 var hon tillbaka i AIKs A-lag. Inför säsongen 2024 meddelade AIK att det inte blev något nytt kontrakt för Somkumpee.